# Dreyer & Reinbold Racing
Dreyer & Reinbold Racing ist ein Team der IndyCar Series.
Das 2000 gegründete Team gehört dem ehemaligen Fahrer Robbie Buhl und dem Autohändler Dennis Reinbold. Das Team gehörte nie zur absoluten Spitze der Serie, den einzigen Rennsieg erzielte Robbie Buhl selbst bereits im allerersten Rennen. Seine Teamkollegen in der Anfangszeit wechselte, unter ihnen immer wieder Sarah Fisher, die inzwischen ein eigenes Team gegründet hat. Vor der Saison 2006 stand das Team sogar kurz vor der Schließung aufgrund fehlender Sponsorgelder.

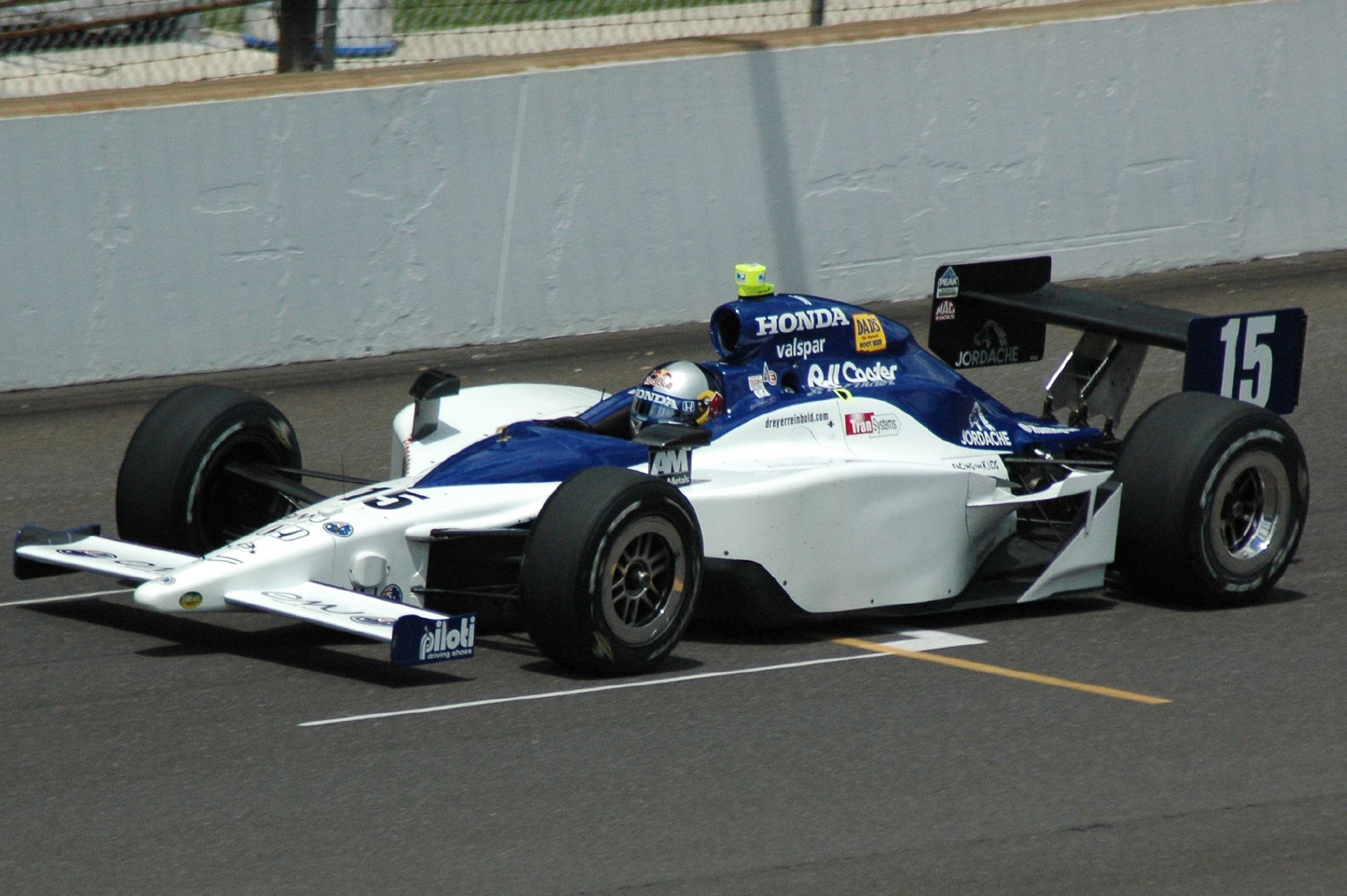
1. 15 Buddy Rice

In der Saison 2008 setzte Dreyer & Reinbold Racing einerseits auf den ehemaligen Indianapolis 500-Gewinner Buddy Rice und andererseits auf Townsend Bell und Milka Duno, die sich in einem zweiten Auto abwechselten. Gerade die Leistungen der venezolanischen Rennamazone überzeugten oftmals nicht, sie konnte in ihren zehn Einsätzen kein Top-10-Ergebnis einfahren. Bell hingegen schaffte dies dreimal, obwohl er nur sieben Rennen bestritt. Für die Saison 2009 wurde Mike Conway als Vollzeitpilot verpflichtet, der beim Rennen in Sonoma einen überraschenden dritten Rang einfahren konnte. Zwei weitere Fahrzeuge wurden in dieser Saison von diversen Fahrern pilotiert, wobei die Autos nicht über die gesamte Saison eingesetzt wurden.
Die beiden folgenden Jahren wurden jeweils von schweren Unfällen der DRR-Fahrer überschattet. Justin Wilson schloss sich Saison 2010 seinem Landsmann Conway als Vollzeitpilot an, wobei Conway in der vorletzten Runde des Indianapolis 500 schwer verunglückte und für den Rest der Saison ausfiel. Er wurde durch diverse Fahrer ersetzt, zwei weitere Autos setzte das Team erneut bei einzelnen Rennen ein. In der folgenden Saison erwischte es dann Wilson, welcher im Training in Mid-Ohio verunfallte und ebenfalls den Rest der Saison aussetzen musste. Als zweite Fahrerin in der Saison 2011 setzte DRR auf Ana Beatriz, welche ebenfalls für ein Rennen verletzungsbedingt ersetzt werden musste, jedoch auch in den anderen Rennen fahrerisch nicht überzeugte. Somit landete kein Fahrer des Teams in dieser Saison in den Top 20 der Endabrechnung.
Die Saison 2012 markierte einen Umbruch bei den IndyCars. Mit einem neuen Einheitschassis sowie dem Einstieg von Chevrolet und Lotus als weitere Motorenhersteller wurde die Serie technisch auf eine neue Basis gestellt. Dreyer & Reinbold setzte zu Saisonbeginn auf Lotus als Motorenlieferanten für das einzig eingesetzte Chassis, welches der Spanier Oriol Servià pilotierte. Doch der Motor erwies sich ab dem ersten Saisonrennen als deutlich unterlegen im Gegensatz zur Konkurrenz von Honda und Chevrolet. Wie viele andere Teams wechselte auch DRR den Lieferanten vor dem Saisonhöhepunkt in Indianapolis, um dort nicht chancenlos zu sein. Dabei formte das Team eine strategische Partnerschaft mit Panther Racing, welche bereits seit Saisonbeginn über einen zweiten Motorenvertrag mit Chevrolet verfügten, diesen aber nicht nutzten. Die daraus entstandene Partnerschaft hält bis heute an. Mit dem neuen Motor im Heck konnte Servià beim Indy 500 auf den vierten Platz fahren und auch im Verlauf der weiteren Saison drei weitere Top-5-Platzierungen einfahren.

## Fahrer
| Saison | Nr. | Fahrer           | Kommentar                                                                        |
| ------ | --- | ---------------- | -------------------------------------------------------------------------------- |
| 2000   | 23  | Steve Knapp      | nur in Indianapolis                                                              |
| 2000   | 24  | Robbie Buhl      |                                                                                  |
| 2001   | 24  | Robbie Buhl      |                                                                                  |
| 2002   | 22  | Robbie Buhl      |                                                                                  |
| 2002   | 23  | Sarah Fisher     | nicht in Miami, Phoenix, Fontana, Texas, Pikes Peak                              |
| 2002   | 24  | Memo Gidley      | nur in Fontana                                                                   |
| 2003   | 22  | Robbie Buhl      |                                                                                  |
| 2003   | 23  | Sarah Fisher     | nicht in Nazareth                                                                |
| 2004   | 24  | Robbie Buhl      | die ersten vier Rennen                                                           |
| 2004   | 24  | Felipe Giaffone  | die Rennen ab Texas                                                              |
| 2005   | 24  | Roger Yasukawa   |                                                                                  |
| 2005   | 44  | Jeff Bucknum     | nur in Motegi und Indianapolis                                                   |
| 2005   | 44  | Thiago Medeiros  | nur Training auf dem California Speedway                                         |
| 2006   | 5   | Buddy Lazier     | in allen unten nicht genannten Saison-Rennen                                     |
| 2006   | 5   | Ryan Briscoe     | nur in Watkins Glen, Nashville, Milwaukee, Infineon Raceway                      |
| 2006   | 5   | Sarah Fisher     | nur in Kentucky und Chicagoland                                                  |
| 2006   | 31  | Al Unser Jr.     | nur in Indianapolis                                                              |
| 2007   | 5   | Sarah Fisher     |                                                                                  |
| 2007   | 15  | Buddy Rice       |                                                                                  |
| 2007   | 24  | Roger Yasukawa   | nur in Indianapolis                                                              |
| 2008   | 15  | Buddy Rice       |                                                                                  |
| 2008   | 23  | Milka Duno       | in allen unten nicht genannten Saison-Rennen, nicht in Long Beach                |
| 2008   | 23  | Townsend Bell    | nur in St. Pete, Motegi, Milwaukee, Edmonton, Infineon Raceway, Surfers Paradise |
| 2008   | 99  | Townsend Bell    | nur in Indianapolis                                                              |
| 2009   | 24  | Mike Conway      |                                                                                  |
| 2009   | 23  | Darren Manning   | nur in St. Pete, Long Beach                                                      |
| 2009   | 23  | Milka Duno       | in allen unten nicht genannten Saison-Rennen                                     |
| 2009   | 23  | Roger Yasukawa   | nur in Motegi                                                                    |
| 2009   | 23  | Tomas Scheckter  | nur in Milwaukee, Edmonton, Iowa, Richmond, Toronto                              |
| 2009   | 43  | Tomas Scheckter  | nur in Texas, Kentucky, Chicagoland, Motegi, Homestead                           |
| 2009   | 43  | John Andretti    | nur in Indianapolis, als "Petty Motorsports"                                     |
| 2009   | 44  | Davey Hamilton   | nur beim Indy 500                                                                |
| 2010   | 22  | Justin Wilson    |                                                                                  |
| 2010   | 23  | Ana Beatriz      | nur in Sao Paulo                                                                 |
| 2010   | 23  | Tomas Scheckter  | nur in Indianapolis                                                              |
| 2010   | 24  | Tomas Scheckter  | nur in Texas, Toronto, Edmonton                                                  |
| 2010   | 24  | Mike Conway      | alle Rennen bis einschließlich Indianapolis                                      |
| 2010   | 24  | Graham Rahal     | nur in Iowa                                                                      |
| 2010   | 24  | Paul Tracy       | nur in Watkins Glen, Kentucky, Motegi                                            |
| 2010   | 24  | J. R. Hildebrand | nur in Mid-Ohio, Infineon Raceway                                                |
| 2010   | 24  | Ana Beatriz      | nur in Chicagoland, Homestead                                                    |
| 2010   | 25  | Ana Beatriz      | nur in Indianapolis                                                              |
| 2011   | 11  | Davey Hamilton   | nur in Indianapolis, Texas und Las Vegas                                         |
| 2011   | 22  | Justin Wilson    | alle Rennen bis einschließlich Edmonton                                          |
| 2011   | 22  | Simon Pagenaud   | nur in Mid-Ohio                                                                  |
| 2011   | 22  | Tomas Scheckter  | nur in Loudon                                                                    |
| 2011   | 22  | Giorgio Pantano  | nur in Baltimore, Motegi, Infineon Raceway                                       |
| 2011   | 22  | Townsend Bell    | nur in Kentucky, Las Vegas                                                       |
| 2011   | 23  | Paul Tracy       | nur in Indianapolis                                                              |
| 2011   | 24  | Ana Beatriz      | nicht in Alabama                                                                 |
| 2011   | 24  | Simon Pagenaud   | nur in Alabama                                                                   |
| 2012   | 22  | Oriol Servià     | ab Indianapolis als "Panther/Dreyer & Reinbold Racing"                           |